# Jens Keller
Jens Keller (* 24. November 1970 in Stuttgart) ist ein deutscher Fußballtrainer und ehemaliger -spieler.

## Karriere als Spieler
1981 begann Jens Keller beim VfL Stuttgart-Wangen Fußball zu spielen. 1987 wechselte er zur Jugend des VfB Stuttgart, bei dem er 1989 in den Kader der Profimannschaft aufrückte, ohne dass ihm der Durchbruch gelang. Seinen einzigen Bundesligaeinsatz beim VfB hatte er im November 1990, als er bei der 0:1-Niederlage gegen Werder Bremen zur zweiten Halbzeit eingewechselt wurde. In der Saison 1991/92, als der VfB Deutscher Meister wurde, kam er in der Liga nicht zum Einsatz.

### 1860 München
Im Sommer 1992 unterschrieb Keller einen Vertrag beim TSV 1860 München, der gerade aus der 2. Bundesliga in die Bayernliga abgestiegen war. Unter Trainer Werner Lorant bestritt der Defensivspezialist 20 Spiele und schoss ein Tor; 1860 wurde Meister und setzte sich danach auch in der Aufstiegsrunde durch. In der Zweitligaspielzeit 1993/94 wurde Keller 23-mal eingesetzt. Am Ende stiegen die Löwen als Tabellendritter erneut auf. Keller blieb noch eineinhalb Jahre in München, wurde aber als Ergänzungsspieler in der Bundesliga nur fünfmal eingesetzt. Neben seinen 48 Ligaeinsätzen bestritt Keller für 1860 auch zwei Spiele im DFB-Pokal.

### VfL Wolfsburg
In der Winterpause der Saison 1995/96 wechselte er zum VfL Wolfsburg, der sich in der 2. Bundesliga auf einem Abstiegsplatz befand. Keller wurde Stammspieler und stieg nach der Saison 1996/97 mit dem von Willi Reimann trainierten VfL als Zweitplatzierter in die Bundesliga auf; der VfL spielte dabei zum ersten Mal in der Vereinshistorie in der höchsten Liga.

### VfB Stuttgart
Obwohl sich Keller in Wolfsburg in der ersten Liga einen Stammplatz erarbeitet hatte, wechselte er für eine Ablösesumme von 300.000 DM nach einer Bundesliga-Spielzeit 1998 zurück zum VfB Stuttgart. Diesmal etablierte sich Keller in den folgenden beiden Spielzeiten als Stammspieler. Zu den Höhepunkten seiner Zeit bei den Schwaben gehören die vier Spiele im UEFA-Pokal 1998/99 gegen Feyenoord Rotterdam – 3:0-Auswärtssieg nach einer 1:3-Heimniederlage – und den FC Brügge, gegen den der VfB nach Verlängerung ausschied.

### 1. FC Köln
Nach zwei Spielzeiten in Stuttgart wurde er zur Saison 2000/01 für 750.000 DM vom 1. FC Köln verpflichtet. In den folgenden Jahren absolvierte er 55 Bundesligaspiele und stieg schließlich im Jahr 2002 mit dem Verein in die 2. Bundesliga ab. Kellers Vertrag wurde nicht verlängert.

### Eintracht Frankfurt
Keller wechselte daraufhin im Juli 2002 zum Zweitligisten Eintracht Frankfurt, bei dem wieder Willi Reimann sein Trainer war, der ihn zum Spielführer ernannte. Keller kam zu 33 Spielen in der Mannschaft, die sich als Dritter der Zweiten Liga für die Bundesliga qualifizierte. Gleich zu Beginn der folgenden Bundesligasaison zog sich Keller einen schweren Knorpelschaden am Knie zu und fiel damit für den Rest der Spielzeit aus; die Eintracht stieg umgehend wieder ab. Auch unter dem neuen Trainer Friedhelm Funkel blieb er Kapitän. Ab dem vierten Spieltag der Zweitligasaison 2004/05 war Keller wieder fit und konnte bis zur Winterpause durchspielen. Eine Knöchelverletzung, die er sich vor Saisonbeginn im Trainingslager zugezogen hatte, erwies sich aber als schwerwiegender als ursprünglich diagnostiziert, und im Januar 2005 wurde eine Operation unvermeidlich. Nach weiteren Komplikationen kam er für die Eintracht, die sich zum Saisonende den Wiederaufstieg sicherte, auf keine weiteren Pflichtspieleinsätze. Kellers Vertrag wurde nicht verlängert; ein bestehender Anschlussvertrag, der seine weitere Verwendung bei der Eintracht nach Karriereschluss vorsah, wurde gegen eine Entschädigung von 100.000 Euro aufgehoben, da man für ihn keine geeignete Position gefunden hatte.
Keller bereitete sich nun auf eine Trainerkarriere vor und belegte entsprechende Kurse.

## Karriere als Trainer

### VfB Stuttgart
Zur Saison 2008/09 übernahm Keller als Cheftrainer die A-Jugendmannschaft des VfB Stuttgart. Am 6. Dezember 2009 wurde er Co-Trainer der ersten Mannschaft unter dem neuen VfB-Cheftrainer Christian Gross, der Markus Babbel ersetzte. Die A-Jugendmannschaft des VfB wurde ohne Jens Keller Meister der Süd/Südwest-Gruppe der U-19 Bundesliga. Die erste Mannschaft, bei der Amtsübernahme des neuen Trainergespannes noch auf Platz 15 der Bundesliga, wurde beste Mannschaft der Bundesligarückrunde und qualifizierte sich mit dem sechsten Platz für die Europa League.
Im Oktober 2010 wurde Keller nach der Beurlaubung von Gross Cheftrainer der Mannschaft, die sich nach sieben Spieltagen auf dem letzten Platz der Bundesliga wiederfand. Nur zwei Monate später wurde er freigestellt, sein Nachfolger wurde Bruno Labbadia. Nach seiner Suspendierung als Cheftrainer arbeitete er für den VfB als Scout.

### FC Schalke 04

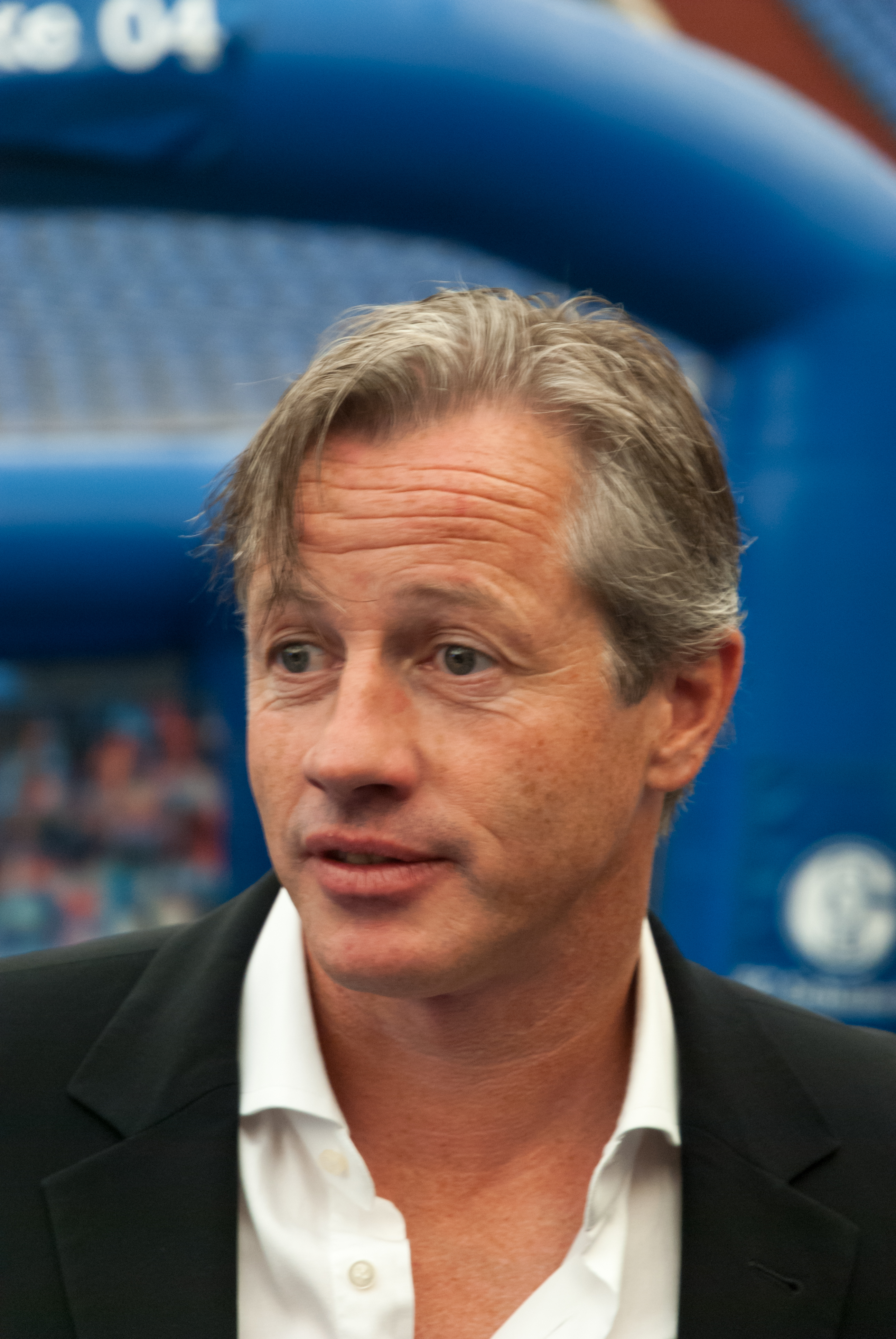
Jens Keller (2013)

Zur Saison 2012/13 übernahm Keller die B-Jugendmannschaft des FC Schalke 04 als Cheftrainer.
Am 16. Dezember 2012 übernahm er nach der Beurlaubung von Huub Stevens die erste Mannschaft. Mit Keller erreichte Schalke am Saisonende Platz 4, was zur Teilnahme an der Qualifikation zur UEFA Champions League berechtigte. Der zum Saisonende auslaufende Vertrag wurde im Mai 2013 um zwei Jahre verlängert. Gegen PAOK Thessaloniki setzte sich Schalke in der Qualifikationsrunde zur Champions League durch und erreichte in dem Wettbewerb schließlich das Achtelfinale. In der Bundesliga stand am Ende der Saison 2013/14 Platz 3 und die direkte Qualifikation zur Champions League zu Buche.
Am 6. Oktober 2014 wurde Keller nach nur zwei Siegen aus den ersten zehn Pflichtspielen der Saison 2014/15 beurlaubt.

### 1. FC Union Berlin
Zur Saison 2016/17 übernahm Keller von André Hofschneider die Zweitligamannschaft des 1. FC Union Berlin und erreichte mit der Mannschaft am Ende Tabellenplatz 4. Am 4. Dezember 2017 wurde Keller nach drei sieglosen Spielen in Folge beurlaubt. Dies kam sowohl für Keller, als auch für die Öffentlichkeit überraschend. Der 1. FC Union stand zu diesem Zeitpunkt auf dem vierten Tabellenplatz mit drei Punkten Abstand auf Relegationsplatz drei. Eigenen Aussagen zufolge hätten sowohl Keller als auch sein Berater Thomas Eichin in der vorangegangenen Woche noch „gute Gespräche über eine Vertragsverlängerung in der Winterpause“ geführt.

### FC Ingolstadt 04
Am 2. Dezember 2018 übernahm Keller die nach 15 Spieltagen mit acht Punkten auf dem letzten Tabellenplatz stehende Zweitligamannschaft des FC Ingolstadt 04 als Nachfolger des Interimstrainers Roberto Pätzold, der die Mannschaft nach der Freistellung von Alexander Nouri übernommen hatte. Er unterschrieb einen Vertrag bis zum Ende der Saison 2018/19.
Am 2. April 2019 trennte sich der FC Ingolstadt von Jens Keller. Grund dafür war eine fünf Spiele andauernde Niederlagenserie.

### 1. FC Nürnberg
Am 13. November 2019 übernahm Keller die Zweitligamannschaft des Absteigers 1. FC Nürnberg, die nach dem 13. Spieltag der Saison 2019/20 mit 14 Punkten auf dem 14. Platz stand und zuvor schon im DFB-Pokal gegen den Drittligisten 1. FC Kaiserslautern ausgeschieden war, als Nachfolger von Damir Canadi. Er erhielt einen Vertrag mit einer Laufzeit bis zum 30. Juni 2021. Nachdem Keller die reguläre Spielzeit auf dem 16. Platz beendet hatte, wurde er freigestellt und für die Relegation durch Michael Wiesinger ersetzt.

### SV Sandhausen
Ende Oktober 2023 übernahm er den Drittligisten SV Sandhausen. Im Mai 2024 trat er vor dem letzten Spieltag zurück, als die Mannschaft mit 55 Punkten auf dem 9. Platz stand und den direkten Wiederaufstieg verpasst hatte.

## Privates
Jens Keller ist verheiratet, hat zwei Kinder und lebt in Lohmar.

## Erfolge
als Spieler:
- Deutscher Meister: 1992
- Aufstieg in die Bundesliga: 1994, 1997, 2003, 2005
- Meister der Bayernliga: 1993
- Aufstieg in die 2. Bundesliga: 1993
- Ligapokal: Finalist 1998